# Rotgaud
Rotgaud ou Hrotgaud fut duc des Lombards du Frioul (duché du Frioul) de 774 à 776.
Rotgaud est nommé duc de Frioul par Charlemagne en 774 après la soumission des villes d'Italie consécutive au siège de Pavie. Soutenu par les ducs lombards Arigis II de Bénévent et Hildebrand de Spolète, hostiles aux Francs, il se révolte contre la domination franque dès 775 et prend le contrôle de plusieurs cités d'Italie du nord avant d'être vaincu et tué.